# Bergsåkersbron
Bergsåkersbron är en balkbro i betong, som utgör Västra vägen mellan Granlo till Bergsåker i Sundsvall. Bron går över järnvägen Ådalsbanan och Timmervägen på Riksväg 86. Hulibäcken passerar under  bron och riksvägen i en kulvert.
2007 stängdes bron för dubbelriktad trafik och trafiken på bron kom att regleras med trafikljus. Bron kommer att ersättas av en ny som ska stå klar hösten 2015 strax norr om platsen för den gamla.